# Gampern
Gampern är en ort och kommun i Österrike. Den ligger i distriktet Vöcklabruck i förbundslandet Oberösterreich, 210 kilometer väster om huvudstaden Wien. 
Kommunen består av 25 orter (Ortschaften) (inom parentes invånarantal 1 januari 2024):

- Baumgarting (203)
- Bergham (127)
- Bierbaum (340)
- Egning (54)
- Fischham (51)
- Fischhamering (87)
- Gallnbrunn (24)
- Gampern (796)
- Genstetten (54)
- Haunolding (102)
- Hehenberg (45)
- Hörgattern (65)
- Koberg (46)
- Oberheikerding (52)
- Piesdorf (79)
- Pöring (111)
- Schwarzmoos (135)
- Siedling (53)
- Stein (21)
- Stötten (31)
- Unterheikerding (17)
- Viehaus (80)
- Weiterschwang (279)
- Witzling (148)
- Zeiling (119)